# Rallye Halkidiki
Le Rallye Halkidiki (officiellement Elpa Rally),  est une compétition annuelle de rallye automobile existant depuis plus de trente-cinq ans. Le nom de Halkidiki se réfère au fait qu'il se déroule dans la péninsule de Chalcidique (en grec : Χαλκιδική).

## Histoire

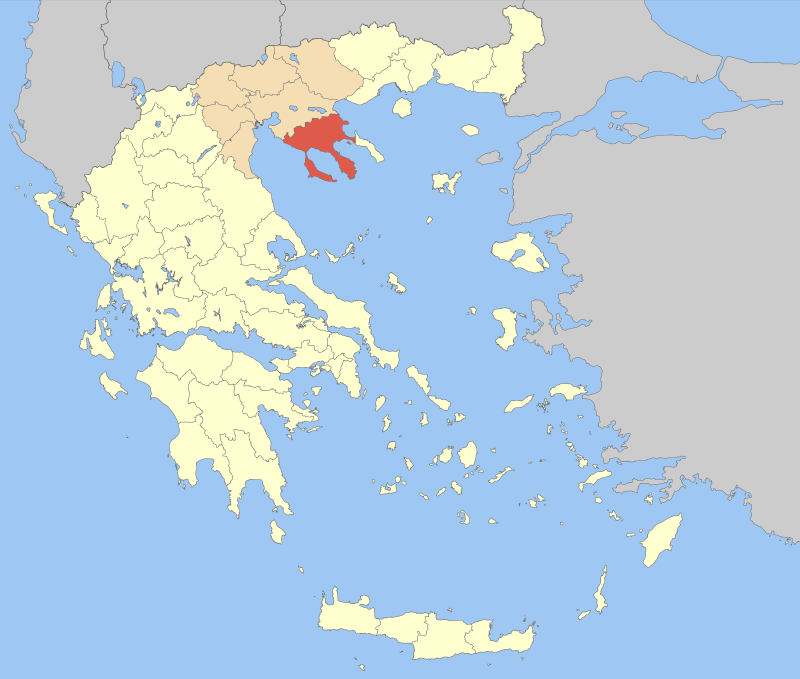
Localisation de la péninsule Chalcidique en Grèce.

Depuis ses origines, il est comptabilisé dans le Championnat d'Europe des rallyes.
Durant les années 1980, il fut le monopole des pilotes italiens, qui dominaient alors le championnat continental, avec une hégémonie sur l'épreuve grecque du constructeur Lancia.
En 1998, Áris Vovós (vainqueur à trois reprises) obtint pour la première fois la victoire sur un véhicule de type WRC.
En septembre 2003, son compatriote Dimitris Koliopanos sur Toyota Yaris entra en collision avec un pylône électrique dès la première épreuve spéciale, et un transformateur de deux tonnes tomba sur son véhicule causant sa mort, tandis que le copilote était gravement blessé.
En 2008, l'épreuve fut annulée, et en 2011, elle opéra sa transition de la terre à l'asphalte, avec sa disparition du mois régulier d'avril pour une date ultérieure imposée par les instances européennes. Cependant les conditions économiques du pays - et par voie de conséquences le manque de sponsors - forcèrent les organisateurs à annuler la compétition, qui n'a plus jamais repris depuis lors.
Les pilotes français Yves Loubet et Simon Jean-Joseph l'ont remporté l'année de leur sacre européen respectif.

## Palmarès
| Année | Édition                   | Pilote                | Copilote                       | Voiture                        | Championnat     |
| ----- | ------------------------- | --------------------- | ------------------------------ | ------------------------------ | --------------- |
| 1976  | 1º Rally Elpa Halkidikis  | Tasos Livieratos      | Manólis Makrinos               | Alpine A110 1600               | ERC             |
| 1977  | 2º Rally Elpa Halkidikis  | Tasos Livieratos      | Manólis Makrinos               | Datsun 160 J                   | ERC             |
| 1978  | 3º Rally Elpa Halkidikis  | Tony Carello          | Marurizio Perissinot           | Lancia Stratos                 | ERC             |
| 1979  | 4º Rally Elpa Halkidikis  | Jochi Kleint          | Günter Wanger                  | Opel Ascona 1.9 SR             | ERC             |
| 1980  | 5º Rally Elpa Halkidikis  | Antonio Zanini        | Víctor Sabater                 | Porsche 911 SC                 | ERC             |
| 1981  | 6º Rally Elpa Halkidikis  | Adartico Vudafieri    | Arnaldo Bernacchini            | Fiat 131 Abarth                | ERC             |
| 1982  | 7º Rally Elpa Halkidikis  | Jimmy McRae           | Ian Grindrod                   | Opel Ascona 400                | ERC             |
| 1983  | 8º Rally Elpa Halkidikis  | Antonio Tognana       | Massimo De Antoni              | Lancia Rally 037               | ERC             |
| 1984  | 9º Rally Elpa Halkidikis  | Carlo Capone          | Sergio Cresto                  | Lancia Rally 037               | ERC             |
| 1985  | 10º Rally Elpa Halkidikis | Miki Biasion          | Tiziano Siviero                | Lancia Rally 037               | ERC             |
| 1986  | 11º Rally Elpa Halkidikis | Fabrizio Tabaton      | Luciano Tedeschini             | Lancia Delta S4                | ERC             |
| 1987  | 12º Rally Elpa Halkidikis | Dario Cerrato         | Giuseppe Cerri                 | Lancia Delta HF 4WD            | ERC             |
| 1988  | 13º Rally Elpa Halkidikis | Fabrizio Tabaton      | Luciano Tedeschini             | Lancia Delta Integrale         | ERC             |
| 1989  | 14º Rally Elpa Halkidikis | Yves Loubet           | Jean-Marc Andrié               | Lancia Delta Integrale         | ERC             |
| 1990  | 15º Rally Elpa Halkidikis | Michele Rayneri       | Loris Roggia                   | Lancia Delta Integrale         | ERC             |
| 1991  | 16º Rally Elpa Halkidikis | Piero Liatti          | Luciano Tedeschini             | Lancia Delta Integrale 16v     | ERC             |
| 1992  | 17º Rally Elpa Halkidikis | Erwin Weber           | Manfred Hiemer                 | Mitsubishi Galant VR-4         | ERC             |
| 1993  | 18º Rally Elpa Halkidikis | Vanio Pasquali        | Luciano Tedeschini             | Ford Escort RS Cosworth        | ERC             |
| 1994  | 19º Rally Elpa Halkidikis | Sergio Pianezzola     | Lucio Baggio                   | Lancia Delta HF Integrale      | ERC             |
| 1995  | 20º Rally Elpa Halkidikis | Leonídas Kyrkos       | Ioánnis Stavropoulos           | Ford Escort RS Cosworth        | ERC             |
| 1996  | 21º Rally Elpa Halkidikis | Leonídas Kyrkos       | Ioánnis Stavropoulos           | Ford Escort RS Cosworth        | ERC             |
| 1997  | 22º Rally Elpa Halkidikis | Krzysztof Hołowczyc   | Maciej Wisławski               | Subaru Impreza 555             | ERC             |
| 1998  | 23º Rally Elpa Halkidikis | Áris Vovós            | Ioánnis Alvanos                | Subaru Impreza WRC             | ERC             |
| 1999  | 24º Rally Elpa Halkidikis | Ioánnis Papadimitríou | Kóstas Stefanis                | Subaru Impreza WRC             | ERC             |
| 2000  | 25º Rally Elpa Halkidikis | Henrik Lundgaard      | Jens Christian Anker           | Toyota Corolla WRC             | ERC             |
| 2001  | 26º Rally Elpa Halkidikis | Áris Vovós            | "El-Em"                        | Subaru Impreza WRC             | ERC             |
| 2002  | 27º Rally Elpa            | Renato Travaglia      | Flavio Zanella                 | Peugeot 206 WRC                | ERC             |
| 2003  | 28º Rally Elpa            | Bruno Thiry           | Jean-Marc Fortin               | Peugeot 206 WRC                | ERC             |
| 2004  | 29º Rally Elpa            | Simon Jean-Joseph     | Jack Boyère                    | Renault Clio S1600             | ERC             |
| 2005  | 30º Rally Elpa            | Giandomenico Basso    | Mitia Dotta                    | Fiat Punto S1600               | ERC             |
| 2006  | 31º Rally Elpa            | Dimitar Iliev         | Yanaki Yanakiev                | Mitsubishi Lancer Evo IX       | ERC             |
| 2007  | 32º Rally Elpa            | Volkan Işık           | Kaan Özşenler                  | Fiat Abarth Grande Punto S2000 | ERC             |
| 2008  | Épreuve annulée           | Épreuve annulée       | Épreuve annulée                | Épreuve annulée                | Épreuve annulée |
| 2009  | 33º Rally Elpa            | Ioannis Papadimitriou | Allan Harryman (fils de Terry) | Mitsubishi Lancer Evo IX       | ERC             |
| 2010  | 34º Rally Elpa            | Áris Vovós            | Loris Meletopoulos             | Mitsubishi Lancer Evo IX       | ERC             |
| 2011  | Épreuve annulée           | Épreuve annulée       | Épreuve annulée                | Épreuve annulée                | Épreuve annulée |